# Barrage de Grandval
Le barrage de Grandval est un barrage hydroélectrique français du Massif central, réalisé en 1960 par les architectes Henri et Louis Marty. Il est situé sur la Truyère, dans le département du Cantal, entre les communes de Fridefont et de Lavastrie, en région Auvergne-Rhône-Alpes.

## Localisation
Dans le département du Cantal, le barrage de Grandval retient les eaux de la Truyère, entre les communes de Fridefont (rive gauche) et de Lavastrie (rive droite) au sud-ouest du village de Grandval. Il est établi en amont du barrage de Lanau.

## Données techniques
C'est un barrage à voûtes multiples et contreforts en béton haut de 88 mètres par rapport aux fondations et 76 mètres par rapport au lit de la rivière. Il est long de 376 m en crête et sa largeur est de 4,90 m à la base pour 3 m en crête[Information douteuse].
L'usine de Grandval est constituée de deux groupes de production à axe vertical de type Francis de 34 MW chacun, soit une puissance installée globale de 68 MW, permettant une production annuelle de 125 GWh.

## Lac de retenue

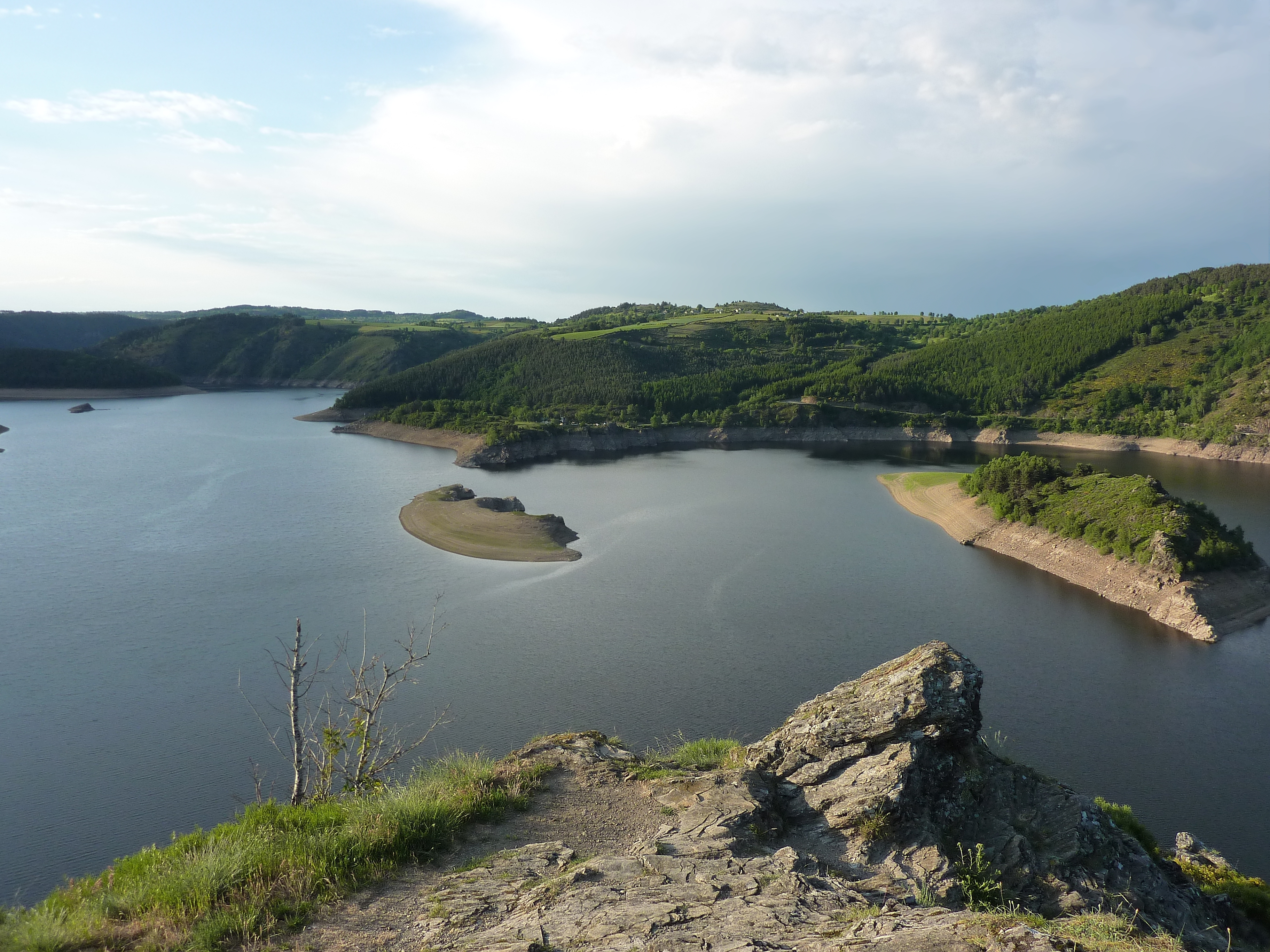
Le lac de retenue de Grandval.

Situé principalement dans le Cantal mais avec une petite partie en Lozère, le lac de retenue se situe à 742 m d'altitude et son volume s'élève à 271 millions de mètres cubes d'eau. Long d'environ 28 kilomètres, il s'étend sur 1 100 hectares.
Le lac arrose plusieurs communes auxquelles il sert de limite naturelle : une en Lozère : Albaret-le-Comtal et dix dans le Cantal : Chaliers, Val d'Arcomie, Ruynes-en-Margeride, Anglards-de-Saint-Flour, Saint-Georges, Alleuze, Fridefont, Lavastrie et Maurines.
Outre la Truyère, plusieurs affluents de celle-ci alimentent la retenue en eau : d'amont en aval, en rive gauche le ruisseau d'Arcomie, le ruisseau d'Arling, le Bès  (et son affluent, le ruisseau de Peyrebesse) ; en rive droite, le ruisseau de la Ribeyre, le ruisseau de la Roche, le ruisseau de Mongon, l'Ander et le ruisseau des Ternes, dont la partie aval se nomme rivière d'Alleuze.
Le lac est dominé par le château d'Alleuze et le château de Longevialle et il est franchi par le viaduc de Garabit.

## Historique
La construction du barrage débute en 1955. L'aménagement et l'exploitation du site sont confiés à Électricité de France en 1958. La mise en eau de la retenue s'effectue en 1959, et la mise en service du barrage en 1960.
En 2003, le barrage a permis d'éviter des crues trop importantes de la Truyère, qui auraient pu conduire à des inondations, situation qui s’était déjà produite en 1977. À l’époque les sapeurs-pompiers avaient dû intervenir.  
Pour les cinquante ans du barrage, des journées découvertes et un feu d'artifice ont été organisées le 22 août 2009. 
En 2013, le groupe EDF a signé une convention de partenariat sur la période 2013-2017, où il s’engage à maintenir à un certain niveau d’eau le lac de barrage de Grandval, quitte à subir un « préjudice énergétique » afin de « contribuer au développement touristique » de la région.

## Cinéma
Des scènes lacustres sont tournées dans la retenue pour le film L'Enfer d'Henri-Georges Clouzot.
La scène du contrôle de la Feldgendarmerie sur le barrage du film La Grande Vadrouille y a été tournée en 1966.

## Galerie de photos

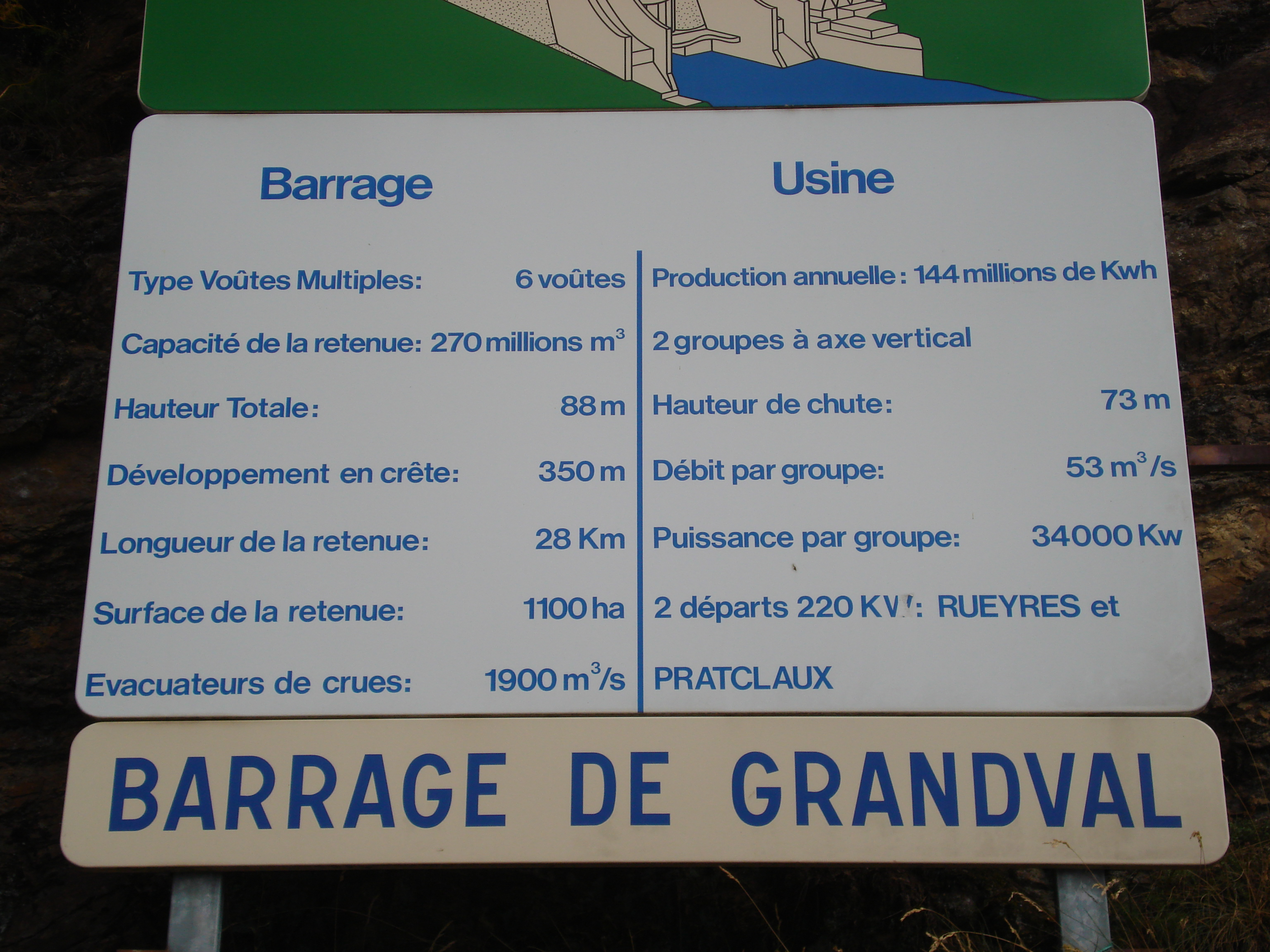
Sur place, le panneau des données techniques.
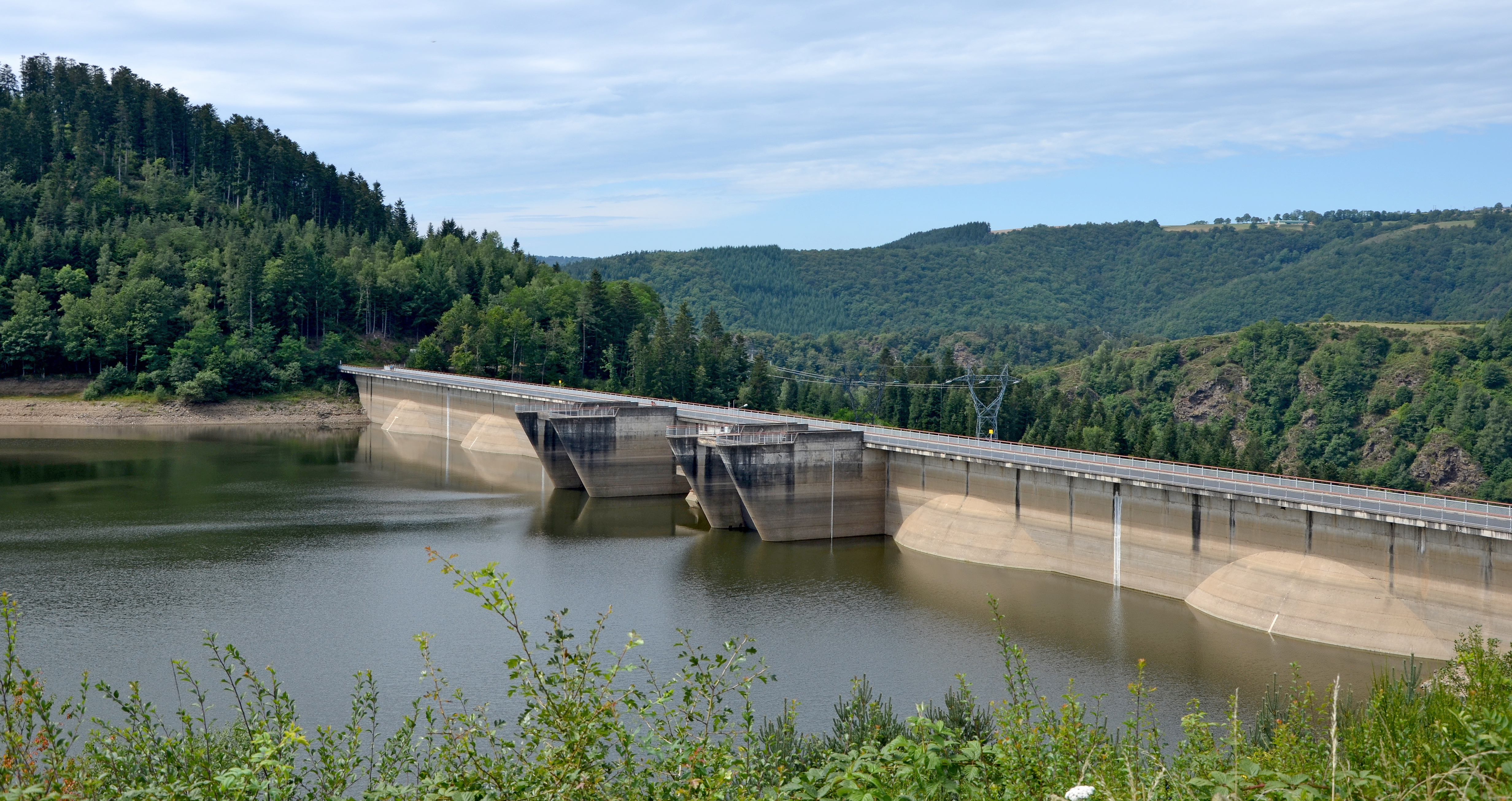
L'amont du barrage.
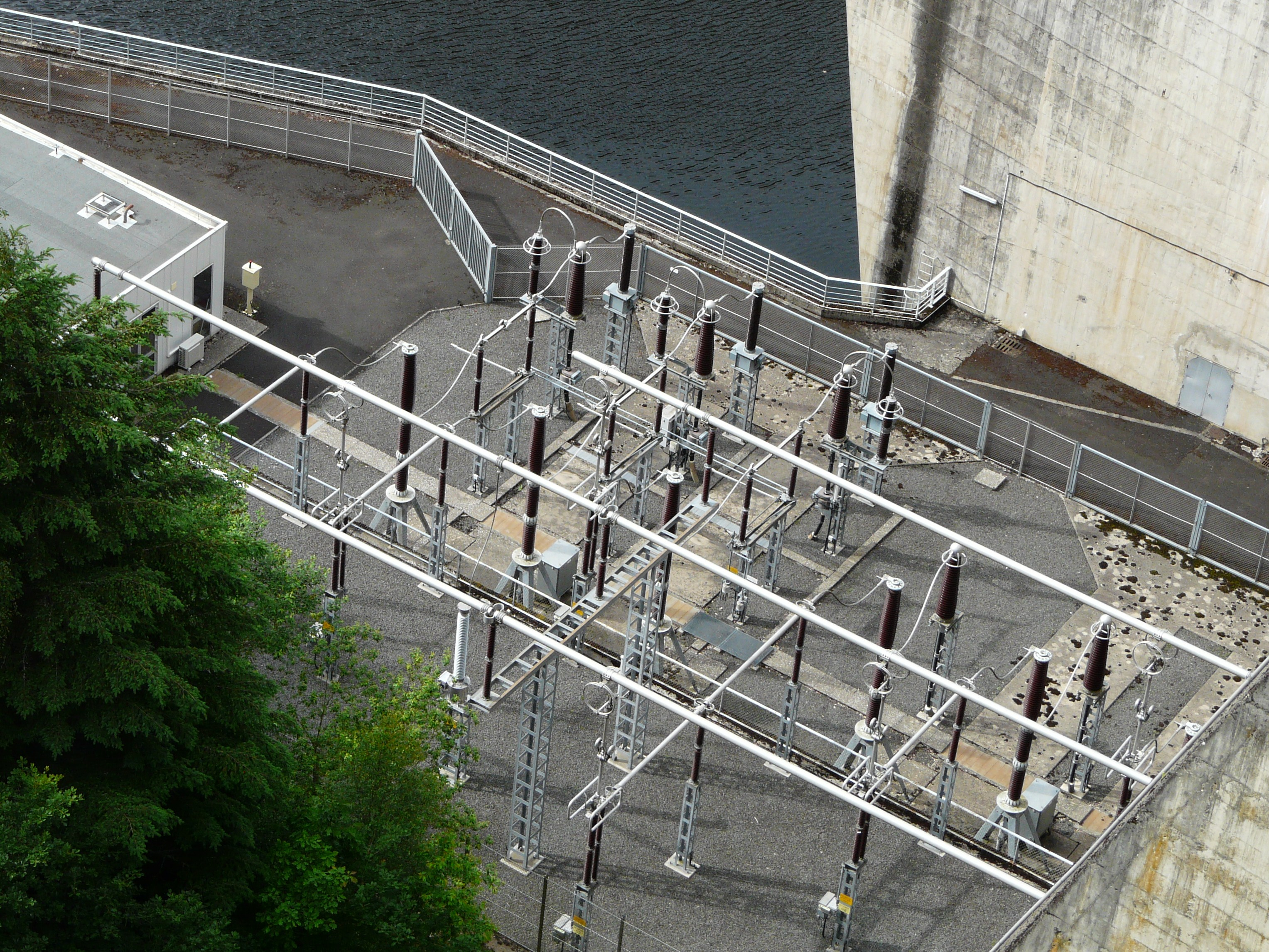
Le poste de transformation électrique.
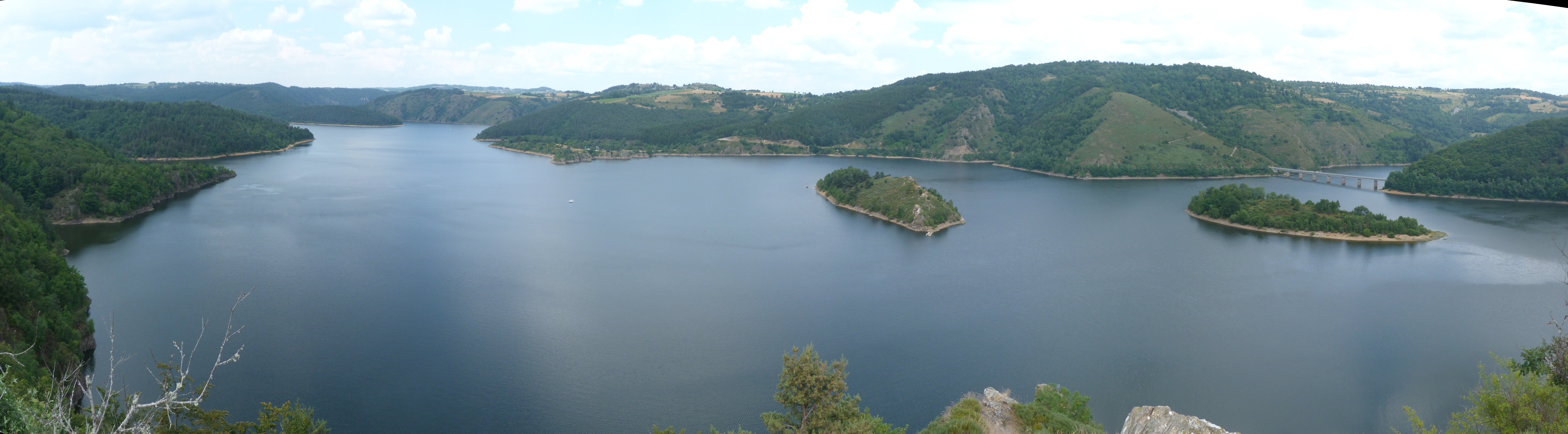
Vue panoramique sur le lac de retenue depuis le belvédère de Mallet.
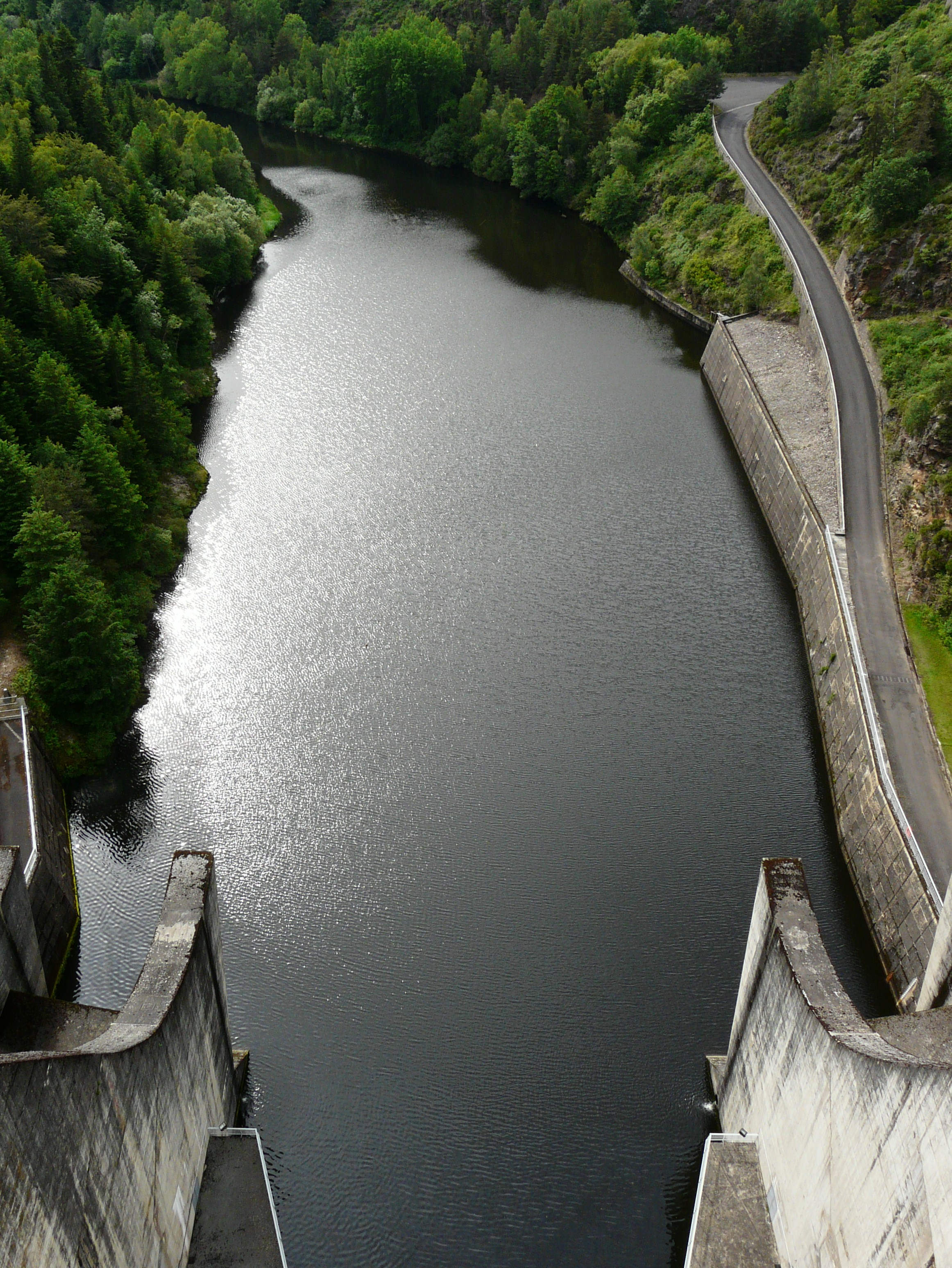
La Truyère en aval du barrage.